# نیلی‌مگس‌گیر کوچک
نیلی‌مگس‌گیر کوچک (نام علمی: Niltava macgrigoriae) نام یک گونه از سرده نیلی‌مگس‌گیرها است.